# 美国教育史 (书籍)
《美国教育史：建国时期的历程，1783-1876》（英語：American Education: The National Experience, 1783–1876）是一本由美国教育史家劳伦斯·A·克雷明的著作，1980年由哈珀出版社出版，是其美国教育史三部曲的第二部，获得了1981年的普利策历史奖。